# 东京工科大学
东京工科大学（日语：東京工科大学／とうきょうこうかだいがく、英語: Tokyo University of Technology）是一所本部位于东京都八王子市片仓町1404-1的日本的私立大学。1986年设立。大学简称工科大、TUT。

## 关联学校
- 东京工科大学附属日本语学校
- 日本工学院专门学校
- 日本工学院八王子专门学校
- 日本工学院北海道专门学校

## 相关链接
- 日本大学列表